# PMS Turin
Le PMS Turin est un ancien club italien de basket-ball, basé dans la ville de Turin, dans le Piémont en Italie.

## Historique
Le PMS Turin est né de la fusion en 2009 entre des clubs du Pallacanestro Moncalieri et du Pallacanestro San Mauro.

## Palmarès
- Championnat d'Italie de basket-ball D3 2013

## Entraîneurs successifs
- 2009 - 2010: Antonello Arioli
- 2010 - 2011: Antonello Arioli - Janvier 2011: Stefano Comazzi
- 2011 - 2012: Filippo Faina
- 2012 - 2014: Stefano Pillastrini
- 2014 - 2015: Luca Bechi
- 2015 - 2017 : Francesco Vitucci

## Joueurs célèbres ou marquants
- Stefano Mancinelli